# Pierre Barbéris
Pierre Barbéris (* 3. Mai 1926 in Paris; † 8. Mai 2014 in Luc-sur-Mer) war ein französischer Romanist und Literaturwissenschaftler.

## Leben und Werk
Barbéris besuchte das Lycée Henri IV und studierte von 1946 bis 1951 an der École normale supérieure von Saint-Cloud. Er unterrichtete in Aleppo und Beirut, bestand 1960 die Agrégation in „Lettres modernes“ und lehrte von 1961 bis 1976 an der École normale supérieure, an der er studiert hatte. Er habilitierte sich 1968 mit den Schriften Balzac et le mal du siècle (2 Bde., Paris 1970, Genf 2002, 1991 Seiten) und Naissance d'un romancier. Le "Wann Chlore" de Balzac 1822-1825. Documents inédits (Paris 1970) und war ab 1976 Professor an der Universität Caen.
Barbéris war von 1969 bis 1975 Präsident der Association française des enseignants de français. Er war Gründerpräsident der Société des études romantiques (von 1969 bis 1971) und Herausgeber der Zeitschrift Elseneur.

## Werke
- Aux sources de Balzac, Paris 1965, Genf 1985 (Vorwort von Jean A. Ducourneau)
- Balzac. Une mythologie réaliste, Paris 1971, 1973
- Mythes balzaciens, Paris 1972
- Le père Goriot de Balzac. Ecriture, structures, significations, Paris 1972
- Le monde de Balzac, Paris 1973, 1999
- À la recherche d'une écriture. Chateaubriand, Tours 1976
- Chateaubriand. Une réaction au monde moderne, Paris 1976, 1984
- Aux sources du réalisme. Aristocrates et bourgeois. Du texte à l'histoire, Paris 1978
- Le Prince et le marchand. Idéologiques. La littérature, l'histoire, Paris 1980
- Sur Stendhal, Paris 1983
- "Le Misanthrope" de Molière, Paris 1983
- Prélude à l'utopie, Paris 1991
- Alfred de Musset, Lorenzaccio.  Résumé analytique. Commentaire critique. Documents complémentaires, Paris 1993

### Herausgebertätigkeit

#### Honoré de Balzac
- La cousine Bette, Paris 1972, 1980, 2006
- Splendeurs et misères des courtisanes, Paris 1973
- La femme de trente ans, Paris 1977, 1979
- Le colonel Chabert. Le contrat de mariage, Paris 1981, 1984
- La duchesse de Langeais. Ferragus. La fille aux yeux d'or, Paris 1983
- César Birotteau, Paris 1984
- La peau de chagrin, Paris 1984
- La vieille fille, Paris 1987
- Histoire des Treize, Paris 1993
- Le médecin de campagne. La confession inédite, Paris 1999
- Un début dans la vie, Paris 2003

#### Weitere Herausgebertätigkeit
- (mit Claude Duchet) Manuel d’histoire littéraire de la France, hrsg. von Pierre Abraham und Roland Desné, Band 4. 1789–1848, 2 Bde., Paris 1972–1973, 1981
  - (mit Claude Duchet) Histoire littéraire de la France, hrsg. von Pierre Abraham und Roland Desné, Bde. 7 und 8, 1794–1830. 1830–1848, Paris 1976–1977
- « René » de Chateaubriand. Un nouveau roman, unter Mitwirkung von Gérard Gengembre, Paris 1973
- Lectures du réel, Paris 1973
- Eugène Fromentin, Dominique, Paris 1987